# Roman Mityukov
Roman Mityukov (Genebra, 30 de julho de 2000) é um nadador suíço.

## Início da vida
Roman Mityukov nasceu em Genebra, Suíça, filho de pais russos. Apesar de ter treinado em Genebra desde jovem, Mityukov enfrentou desafios competindo internacionalmente na adolescência devido à falta de cidadania suíça, que obteve em 2018.

## Carreira
Roman Mityuokov competiu nos 200 metros costas masculino no Campeonato Mundial de Esportes Aquáticos de 2019. No mesmo ano, ele nadou os 100 metros costas em 54,72 segundos, um recorde nacional suíço.
Mityukov participou dos Jogos Olímpicos de Verão de 2020 em Tóquio em várias corridas: terminou em 16º na semifinal dos 100 metros livres e junto com Antonio Djakovic, Nils Liess e Noè Ponti terminou o revezamento 4 × 200 m em sexto lugar.
Em 2023, ele ganhou uma medalha de bronze no Campeonato Mundial nos 200 m costas, estabelecendo um novo recorde nacional suíço com o tempo de 1:55.34. Um ano depois, ele ganhou a medalha de prata na mesma competição.
Mityukov conquistou uma medalha de bronze nos 200 metros costas nas Olimpíadas de Verão de 2024 em Paris, melhorando seu recorde anterior com um tempo de 1:54.85. Ele foi o quarto nadador suíço a ganhar uma medalha olímpica. Ele foi um dos porta-bandeiras da Suíça na cerimônia de encerramento ao lado da triatleta Julie Derron.